# Meridià 8 a l'est
El meridià 8 a l'est de Greenwich és una línia de longitud que s'estén des del pol Nord a través de l'oceà Àrtic, Europa, l'Àfrica, l'oceà Atlàntic, l'oceà Antàrtic i Antàrtida al pol Sud.
El meridià 8 a l'est forma un cercle màxim amb el meridià 172 a l'oest.
Com tot els altres meridians, la seva longitud correspon a una semicircumferència terrestre, són 20.003,932 km. Al nivell de l'equador, la seva distància del meridià de Greenwich és de 891 km

## De Pol a Pol
Des del pol Nord i dirigint-se cap al sud fins al pol Sud, el meridià 8 a l'Est passa per:
| Coordenades                           | País, territori o mar | Notes                                                                                              |
| ------------------------------------- | --------------------- | -------------------------------------------------------------------------------------------------- |
| 90° 0′ N, 8° 0′ E / 90.000°N,8.000°E  | Oceà Àrtic            | |
| 81° 12′ N, 8° 0′ E / 81.200°N,8.000°E | Oceà Atlàntic         | |
| 63° 28′ N, 8° 0′ E / 63.467°N,8.000°E | Noruega               | Illes de Smøla i Tustna, terra ferma (passa a través de Kristiansand), i l'illa de Flekkerøy.      |
| 58° 3′ N, 8° 0′ E / 58.050°N,8.000°E  | Mar del Nord          | passa just a l'oest de Jutlàndia, Dinamarca · passa just a l'est de l'illa de Heligoland, Alemanya |
| 53° 43′ N, 8° 0′ E / 53.717°N,8.000°E | Alemanya              | |
| 49° 2′ N, 8° 0′ E / 49.033°N,8.000°E  | França                | |
| 48° 46′ N, 8° 0′ E / 48.767°N,8.000°E | Alemanya              | |
| 47° 34′ N, 8° 0′ E / 47.567°N,8.000°E | Suïssa                | |
| 46° 1′ N, 8° 0′ E / 46.017°N,8.000°E  | Itàlia                | |
| 43° 52′ N, 8° 0′ E / 43.867°N,8.000°E | Mar Mediterrània      | passa just a l'oest de les illes de Sardenya i San Pietro, Itàlia                                  |
| 36° 52′ N, 8° 0′ E / 36.867°N,8.000°E | Algèria               | |
| 34° 28′ N, 8° 0′ E / 34.467°N,8.000°E | Tunísia               | |
| 33° 7′ N, 8° 0′ E / 33.117°N,8.000°E  | Algèria               | |
| 21° 11′ N, 8° 0′ E / 21.183°N,8.000°E | Níger                 | |
| 13° 19′ N, 8° 0′ E / 13.317°N,8.000°E | Nigèria               | |
| 4° 32′ N, 8° 0′ E / 4.533°N,8.000°E   | Oceà Atlàntic         | passa just a l'oest de l'illa de Bioko, Guinea Equatorial                                          |
| 60° 0′ S, 8° 0′ E / 60.000°S,8.000°E  | Oceà Antàrtic         | |
| 69° 53′ S, 8° 0′ E / 69.883°S,8.000°E | Antàrtida             | Terra de la Reina Maud, reclamat per Noruega                                                       |